# Macrocalamus tweediei
Macrocalamus tweediei là một loài rắn trong họ Rắn nước. Loài này được Lim mô tả khoa học đầu tiên năm 1963.